# Sphécothère de Wetar
Sphecotheres hypoleucus
Espèce
Statut de conservation UICN

 LC  : Préoccupation mineure
Le Sphécothère de Wetar (Sphecotheres hypoleucus) est une espèce de passereaux de la famille des Oriolidae.